# Melinaea lilis
Melinaea lilis är en fjärilsart som beskrevs av Doubleday 1847. Melinaea lilis ingår i släktet Melinaea och familjen praktfjärilar. Inga underarter finns listade i Catalogue of Life.

## Bildgalleri

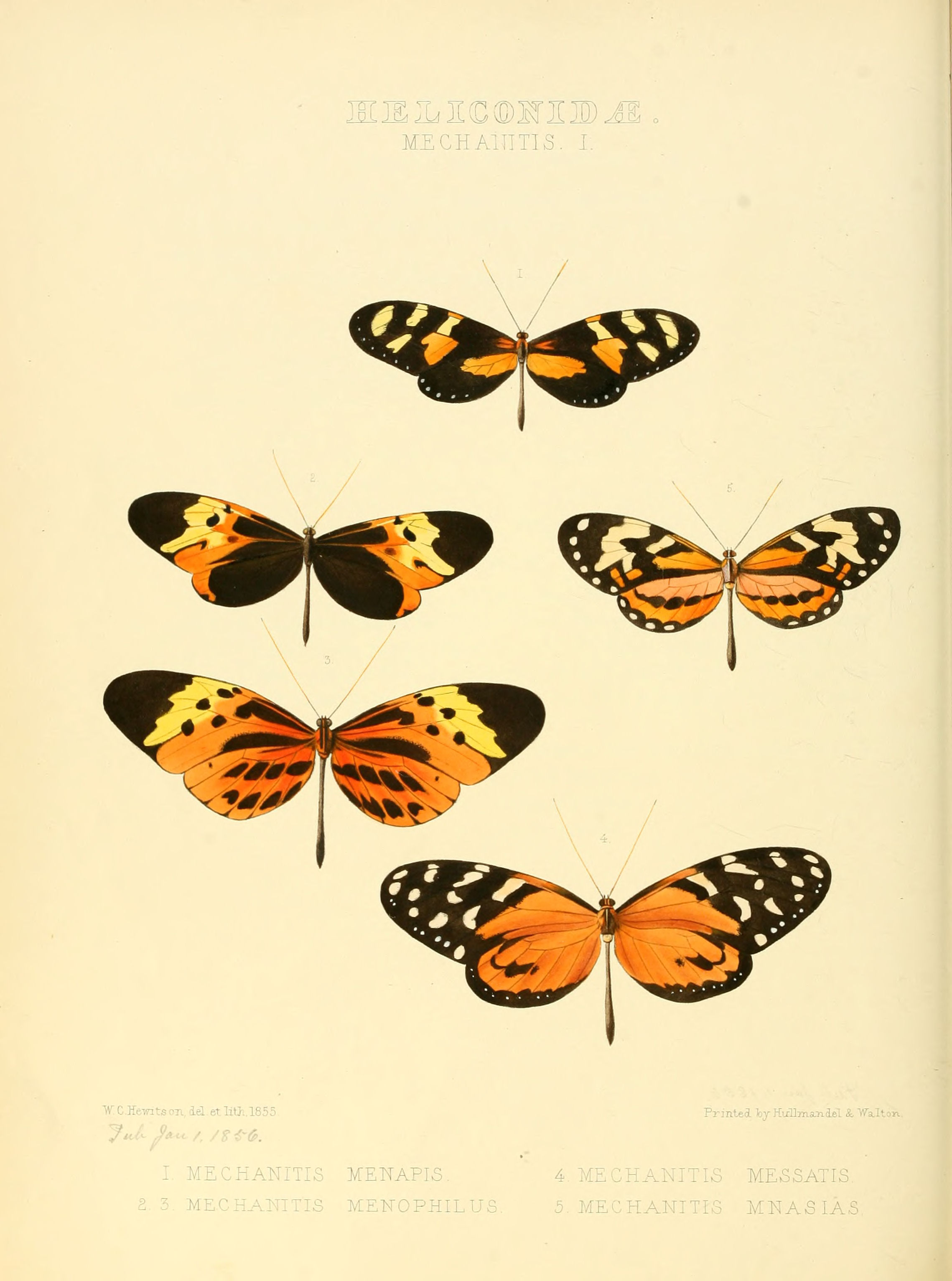